# Palatul Societății „Adriatica"
Palatul Societății „Adriatica" este un monument istoric aflat pe teritoriul municipiului București.